# Aspidistra luodianensis
Aspidistra luodianensis là một loài thực vật có hoa trong họ Măng tây. Loài này được D.D.Tao mô tả khoa học đầu tiên năm 1992.